# Wola Olszowa-Parcele
Wola Olszowa-Parcele [ˈvɔla ɔlˈʂɔva parˈt͡sɛlɛ] es un pueblo en el distrito administrativo de Gmina Lubień Kujawski, dentro del distrito de Włocławek, voivodato de Cuyavia y Pomerania, en el norte. Él mentiras aproximadamente 8 kilómetros al sudeste de Lubień Kujawski, 35 kilómetros al sudeste de Włocławek, y 86 kilómetros al sudeste de Toruń.